# Zygothrica paraptilialis
Zygothrica paraptilialis är en tvåvingeart som beskrevs av Burla 1956. Zygothrica paraptilialis ingår i släktet Zygothrica och familjen daggflugor. Inga underarter finns listade i Catalogue of Life.